# Morra De Sanctis
Morra De Sanctis é uma comuna italiana da região da Campania, província de Avellino, com cerca de 1.408 habitantes. Estende-se por uma área de 30 km², tendo uma densidade populacional de 47 hab/km². Faz fronteira com Andretta, Conza della Campania, Guardia Lombardi, Lioni, Sant'Angelo dei Lombardi, Teora.

## Demografia
| Variação demográfica do município entre 1861 e 2011                               |
|                                                                                   |
| Fonte: Istituto Nazionale di Statistica (ISTAT) - Elaboração gráfica da Wikipedia |